# De Vier Hendrikken
De Vier Hendrikken  is een voormalige houtgrond aan de rivier de Saramacca in de kolonie Suriname.

## Locatie
De houtgrond was gelegen aan de Boven-Saramacca rechts in het afvaren; grenzend stroomopwaarts aan de houtgrond Albion, stroomafwaarts aan de houtgrond Sonnette.
In 1832 was De Vier Hendrikken 2.000 Surinaamse akkers groot, ongeveer 860 hectare.

## Plantage-eigenaren
(naar jaar)
- 1819: C.H.C. Buck
- 1824: J. Evans
- 1832: Boedel J. Evans
- 1833: J.H. Reyeg, A.J. Samuëls en H. Sollander
- 1835: J.H. en C.L. Reyeg en H. Sollander
- 1836: J.H. en C.L. Reyeg en W.R. MacDonald
- 1863: Joseph Philip Emanuels uit Paramaribo

## Slavenmacht
Volgens een opgave van de bezittingen in 1856 waren op De Vier Hendrikken 45 slaafgemaakten. Daarvan waren er 25 'geschikt tot werken' en 20 'ongeschikt'. Van de geschikten werkten er 18 in de houtproductie en 7 voor het privé. In 1858 waren op de plantage reeds 5 vrije bewoners (gemanumitteerden) en nog 36 niet-vrije bewoners; 19 mannelijk, 17 vrouwelijk. 

## Emancipatie
Bij de afschaffing van de slavernij in Suriname in 1863 werden op De Vier Hendrikken 47 personen vrijgemaakt. Zij maakten deel uit van (slechts) vier families, die de achternamen Borveld, Bouwland, Fijn en Waterval kregen toebedeeld.